# Segoyewatha
« Red Jacket » redirige ici. Pour les autres significations, voir Red et Jacket.
Segoyewatha, connu avant 1780 sous le nom de Otetiani et en anglais sous le nom de Red Jacket (« Veste rouge »)  (né vers 1756 à Canoga dans le futur État de New York ; mort le 20 janvier 1830) était un chef tribal amérindien du clan Woolf de la tribu des Sénécas et un brillant orateur (Segoyewatha signifie littéralement « Il les tient éveillés »).

## Biographie
Segoyewatha est né près de l'actuelle ville de Geneva dans l'État de New York. Il a vécu la plus grande partie de sa vie dans le territoire sénéca de la vallée de la rivière Genesee.
Il a reçu le nom de Red Jacket pendant la guerre d'indépendance des États-Unis, lorsqu'un officier britannique, impressionné par son courage, lui a offert une jaquette rouge.
Bien qu'ils se soient souvent rencontrés à Long House, lui et le chef mohawk Joseph Brant étaient des ennemis jurés et des rivaux. Brant traitait Segoyewatha de « tueur de vaches » (cow killer) en raison d'un incident qui avait eu lieu en 1779 au cours duquel Segoyewatha avait tué une vache et utilisé son sang pour se vanter d'avoir tué un américain.
Il avait aussi pour ennemi le grand chef iroquois Cornplanter qui incita sa femme à l'abandonner.

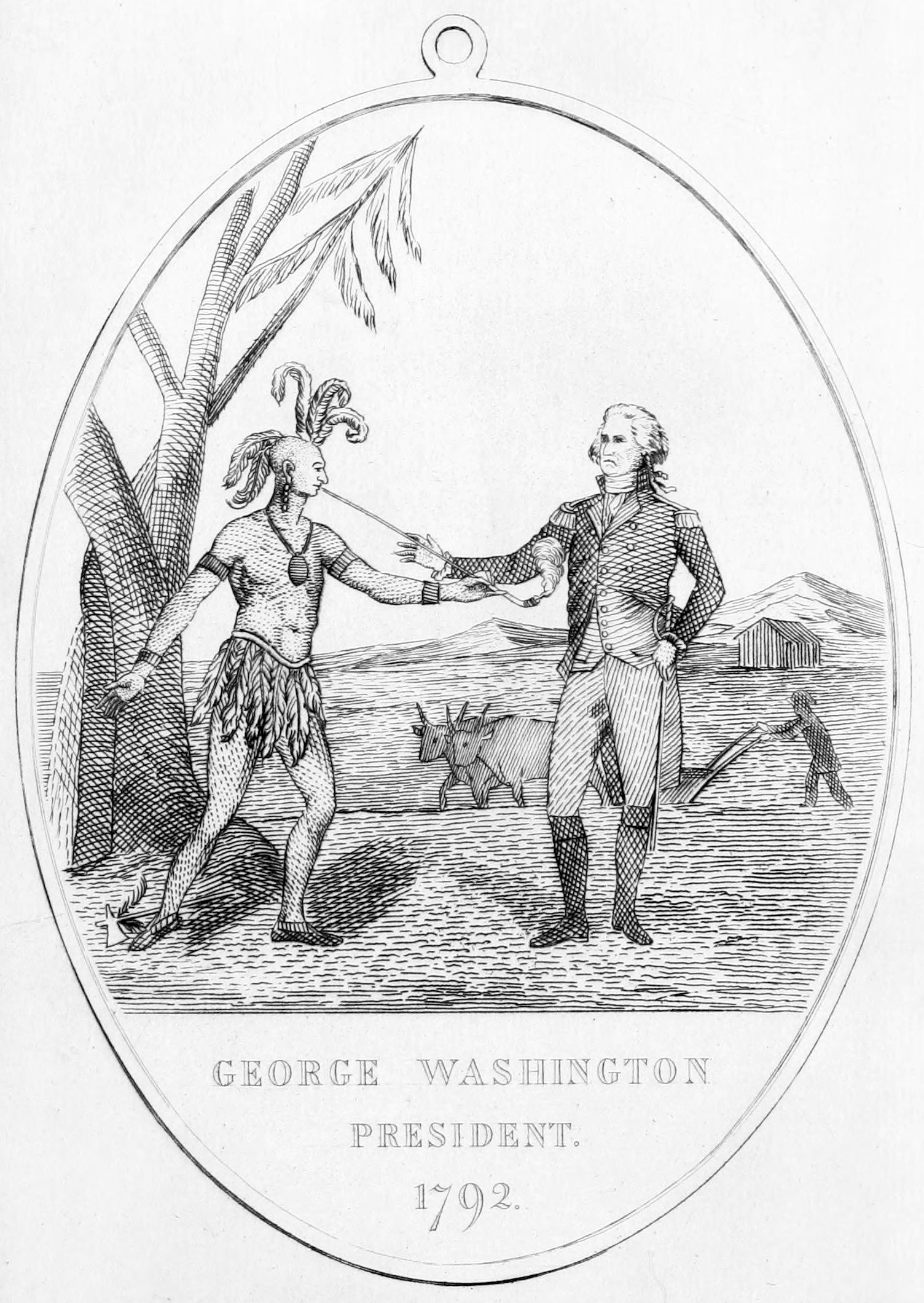
Gravure de la face avant de la médaille remise à Segoyewatha par George Washington en 1792.

Comme il avait fait la paix avec les Américains, en 1792, à Philadelphie, George Washington lui remit une médaille qui se trouve aujourd'hui au musée de la Buffalo Historical Society à Buffalo.
En 1794, Segoyewatha a été, avec 50 autres sachems Iroquois, un des signataires du traité de Canandaigua.

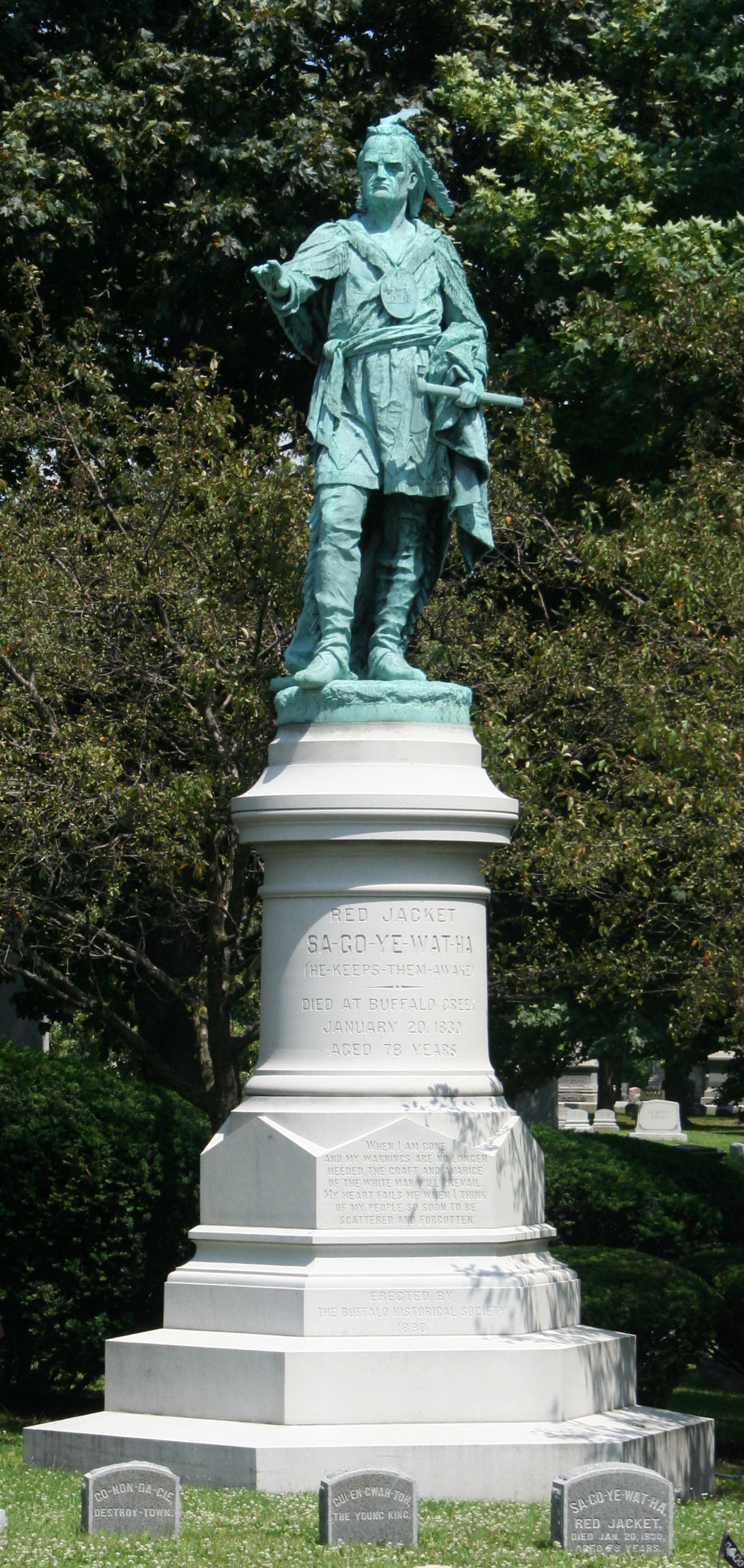
Statue au Forest Lawn Cemetery de Buffalo.

Segoyewatha était devenu alcoolique et il a regretté amèrement son premier verre. À une femme qui lui demandait s'il avait des enfants, lui qui avait perdu tous ses enfants à cause de maladies, il a répondu, plein de regrets :

« Red Jacket était autrefois un grand homme, en symbiose avec le Grand Esprit. C'était un noble  pin parmi les plus petits arbres de la forêt. Mais, après des années de gloire, il s'est lui-même dégradé en buvant l'eau de feu de l'homme blanc. Le Grand Esprit l'a considéré avec colère et sa foudre l'a dépouillé de ses branches. »

Un peu avant la guerre de 1812, les Canadiens ont tenté de le convaincre de se joindre aux Algonquins pour aider les Britanniques à conquérir les territoires de la vallée de l'Ohio, mais il a refusé et il s'est rangé aux côtés des Américains. Il est enterré au cimetière de Forest Land à Buffalo où un monument à sa mémoire a été érigé le 22 juin 1891.